# Norma Ruiz
Pour les articles homonymes, voir Ruiz.
Norma Ruiz Izquierdo, née le 9 juin 1980 à Madrid, est une actrice espagnole. Elle est principalement connue pour des rôles à la télévision.

## Biographie
En 2010, elle joue dans Tensión Sexual no resuelta le long-métrage réalisé par Miguel Angel Lamata
En 2015, elle obtient le rôle principale de la série Algo que célébrar diffusée sur Antena 3.

## Filmographie
- La fiesta (2003) : Luna
- Cuéntame cómo pasó (2004) (TV) : Silvia
- The Tester (2005) : Rebecca
- Aquí no hay quien viva (2005) (TV) : Yolanda
- El auténtico Rodrigo Leal (2005) (TV) : Mariaca
- Matrimonio con hijos (2006) (TV)
- Tirando a dar (2006) (TV)
- Mi querido Klikowsky (2006) (TV) : Bárbara Ortiz
- Yo soy Bea (2006-2008) (TV) : Bárbara Ortiz
- La herencia Valdemar (2010) : Ana
- Tensión sexual no resuelta[1] (2010) : Jazz
- Supercharly (2010) (TV) : Miriam Baquerizo
- La herencia Valdemar II: La sombra prohibida (2010) : Ana
- Gavilanes (2010-2011) TV : Rosario Montes